# Vincent Deckers

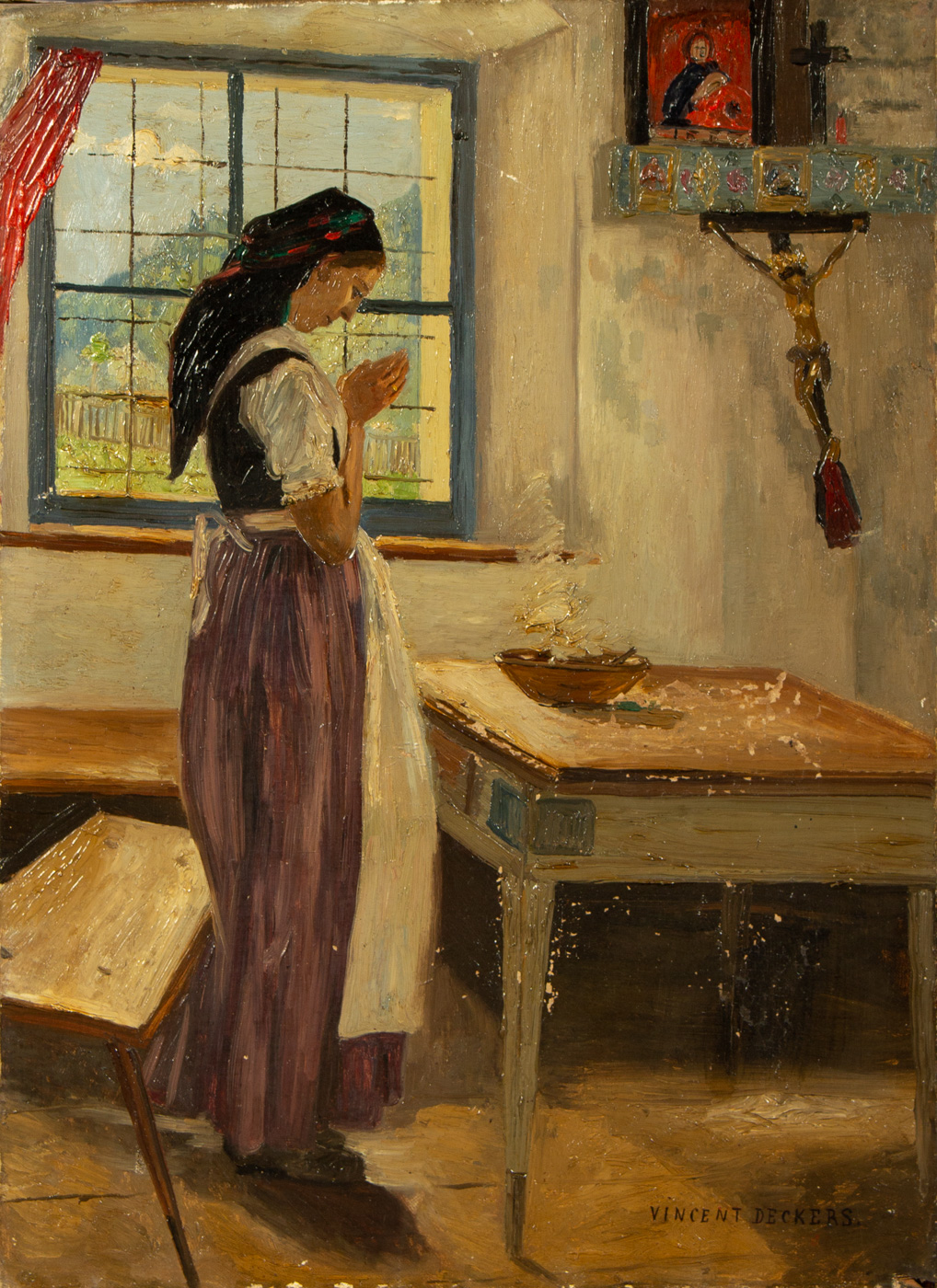
Betendes Mädchen

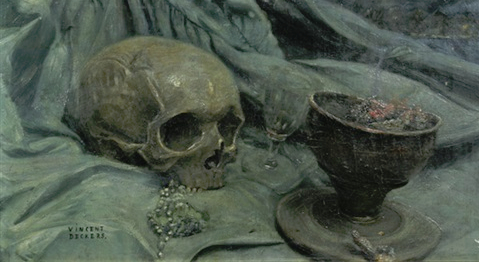
Memento mori

Vincent Deckers (* 8. Juli 1864 in Düsseldorf; † 11. Mai 1905 ebenda) war ein deutscher Maler, der vor allem in München und Düsseldorf arbeitete.

## Leben
Vincent Deckers wurde als Sohn des Düsseldorfer Architekten Franz Deckers geboren. Da sein Vater wünschte, dass er den Beruf des Baumeisters ergreifen sollte, arbeitete er zwei Jahre im Büro von Bruno Schmitz. Danach besuchte er jedoch die Düsseldorfer Kunstakademie, wo er Schüler des Malers Peter Janssen war. Er verbrachte dann längere Zeit in Brüssel als Schüler von Jan Frans Portaels. Ein Jahr später ging er nach Paris, wo er bei Fernand Cormon und Jules Lefebre arbeitete. Im Anschluss daran bereiste er Italien. Nach seiner Rückkehr ließ er sich in München nieder, dort arbeitete er vor allem als Porträtmaler. Später zog er zurück nach Düsseldorf, wo er 1895 in der Galerie Eduard Schulte eine größere Ausstellung hatte.
Er wurde mehr durch die Porträts, die er von seinem Vater machte, bekannt als durch seine Genrebilder. Seine Werke befanden sich noch einige Jahre nach seinem Tod fast ausschließlich in Privatbesitz.